# Функционально-градиентные материалы
Функционально-градиентные материалы (ФГМ) — это разновидность композиционных материалов, отличающихся плавно изменяющимся составом и свойствами в объёме. Они сочетают металлическую матрицу (кобальт, никель, железо, титан) и включения твёрдой фазы (например, карбиды, нитриды или бориды переходных металлов), что обеспечивает, согласно соотношению Холла-Петча, уникальные механические и термические характеристики.

## Определение
Функционально-градиентные структуры (ФГС) — это более общее понятие, включающее отдельные фазы, их наборы и системы, или целые конструкции с постепенным изменением свойств (механических, термических, электрических и т.д.) в пространстве. ФГС могут применяться в инженерии и не ограничиваются материалами.
Функционально-градиентные материалы (ФГМ) — это подмножество ФГС, сосредоточенное на материаловедении, где градиент достигается изменением состава или свойств. ФГМ — сплавы, состоящие из матрицы основного металла и твёрдых зёрен карбидов, нитридов и боридов переходных металлов (карбид вольфрама, карбид титана, карбонитрид титана, диборид титана и т. д.), образующих прочный непрерывный каркас, и металлической связки (кобальт, никель, титан, алюминий и т. д.), содержание которой непрерывно изменяется в объёме материала. В результате ФГМ-материалы обладают свойствами как твёрдого сплава, так и металла, то есть имеют высокую твёрдость и большую ударную вязкость.

## История появления
Концепция ФГМ возникла в 1980-х годах в Японии для нужд космической техники, чтобы выдерживать перепады температур. Японские учёные Масайоши Ямазаки и Тосихиро Мори (1984) первыми стали развивать эти идеи на практике. Первоначально ФГМ представляли собой керамико-металлические композиты. В России исследования начались в 1990-х в рамках оборонных и промышленных разработок. Исследования ФГМ связаны с Институтом физики прочности и материаловедения СО РАН (Томск) и Всероссийским институтом авиационных материалов (ВИАМ). Академик Виктор Панин (1990-е годы) развивал новое направление физической мезомеханики материалов и обсуждал использование ФГМ/С.

## Современное понимание этого понятия в материаловедении
Сегодня ФГМ применяются для задач, требующих сочетания твёрдости и вязкости, а также термической стойкости. Их изучение связано с развитием нанотехнологии и биомедицинских технологий. Практической реализации структуры ФГМ в традиционных технологиях, можно достигнуть, например, послойным прессованием твердосплавных пресс-порошков с различным содержанием металлической связки и различным размером зерна твёрдой фазы с последующим вакуумным спеканием. При этом будет наблюдаться массоперенос металлической связки в ходе жидкофазного спекания из слоя с большим размером зерна в слой с меньшим размером зерна, приводящий к градиенту содержания её в сплаве. Это даёт возможность управлять градиентом металл-связки в ФГМ-сплаве при помощи соотношения её концентрации в прессуемых слоях.

Схема создания ФГС/М методами прямого нанесения материала (DED) или послойного селективного лазерного плавления (L-PBF)

Чередующаяся сэндвич-структура после прямого нанесения слой за слоем SS316L и хромистой бронзы (бронза на вставке - темный цветом)

[[Файл:

[[Файл:

## Аддитивные технологии - новый стимул развития ФГМ/C
Аддитивные технологии, такие как cелективное лазерное плавление (СЛС/П) или прямой подвод энергии и материала (L-DED, LENS), позволяют создавать функциональные изделия, в том числе с градиентом состава (свойств), т.е. на основе сложных ФГС/М. Проф. Игорь Шишковский впервые в 2001 году высказал такие идеи и в середине-конце 2000х показал эти новые возможности, сформулировав направление in-situ быстрого прототипирования сплавов в своих исследованиях.

## Примеры применения
- Металлообработка: Резцы для высокопрочных сталей. Например, компания Sandvik Coromant (Швеция) производит твердосплавные резцы (линейка GC4225) с градиентной структурой для обработки высокопрочных сталей, используя традиционную порошковую металлургию и покрытия CVD ().
- Горное дело: Буровые инструменты для скальных пород. Компания Element Six (Великобритания) выпускает буровые инструменты (eXtreme Machining) с ФГМ на основе поликристаллического алмаза и карбида вольфрама, применяя спекание HPHT ().
- Нефтегазовая/Химическая промышленность: В Самарском филиале ФГБУН Физического института им. П.Н. Лебедева РАН в начале 2000х были запатентованы и опробована подходы по 3Д печати градиентных пористых фильтрующих элементов с заранее смоделированной структурой материала фильтра и его пор [6].
- Медицина: Имплантаты с градиентом пористости. Компания Stryker (США) производит титановые имплантаты (Tritanium) с градиентной пористостью для ортопедии методом селективного лазерного плавления ().
- Авиация: Теплозащитные покрытия. Aerojet Rocketdyne (США) использует ФГМ для теплозащиты в двигателях (RS-25), применяя лазерную наплавку для создания градиента от керамики к металлу ().